# مدار ۸ درجه جنوبی
مدار ۸ درجه جنوبی، دایره‌ای از عرض جغرافیایی است که در ۸ درجهٔ جنوبی خط استوا قرار دارد.

## گذر از مناطق
از نصف‌النهار مبدأ شروع می‌شود و به سمت مشرق ۸ درجه جنوبی از موارد زیر گذر می‌کند:
| مختصات‌ها                                           | کشور، قلمرو یا دریا                   | توضیحات |
| -------------------------------------------------- | ------------------------------------- | --- |
| ۸°۰′ جنوبی ۰°۰′ شرقی / ۸٫۰۰۰°جنوبی ۰٫۰۰۰°شرقی      | اقیانوس اطلس                          | |
| ۸°۰′ جنوبی ۱۳°۱۱′ شرقی / ۸٫۰۰۰°جنوبی ۱۳٫۱۸۳°شرقی   | آنگولا                                | |
| ۸°۰′ جنوبی ۱۷°۲۹′ شرقی / ۸٫۰۰۰°جنوبی ۱۷٫۴۸۳°شرقی   | جمهوری دموکراتیک کنگو                 | |
| ۸°۰′ جنوبی ۱۸°۱۰′ شرقی / ۸٫۰۰۰°جنوبی ۱۸٫۱۶۷°شرقی   | آنگولا                                | |
| ۸°۰′ جنوبی ۱۸°۱۸′ شرقی / ۸٫۰۰۰°جنوبی ۱۸٫۳۰۰°شرقی   | جمهوری دموکراتیک کنگو                 | |
| ۸°۰′ جنوبی ۱۸°۲۳′ شرقی / ۸٫۰۰۰°جنوبی ۱۸٫۳۸۳°شرقی   | جمهوری دموکراتیک کنگو / آنگولا border | |
| ۸°۰′ جنوبی ۱۸°۳۱′ شرقی / ۸٫۰۰۰°جنوبی ۱۸٫۵۱۷°شرقی   | آنگولا                                | |
| ۸°۰′ جنوبی ۱۸°۴۸′ شرقی / ۸٫۰۰۰°جنوبی ۱۸٫۸۰۰°شرقی   | جمهوری دموکراتیک کنگو / آنگولا border | |
| ۸°۰′ جنوبی ۱۹°۲۲′ شرقی / ۸٫۰۰۰°جنوبی ۱۹٫۳۶۷°شرقی   | آنگولا                                | |
| ۸°۰′ جنوبی ۲۱°۴۶′ شرقی / ۸٫۰۰۰°جنوبی ۲۱٫۷۶۷°شرقی   | جمهوری دموکراتیک کنگو                 | |
| ۸°۰′ جنوبی ۳۰°۲۷′ شرقی / ۸٫۰۰۰°جنوبی ۳۰٫۴۵۰°شرقی   | دریاچه تانگانیکا                      | |
| ۸°۰′ جنوبی ۳۰°۵۳′ شرقی / ۸٫۰۰۰°جنوبی ۳۰٫۸۸۳°شرقی   | تانزانیا                              | |
| ۸°۰′ جنوبی ۳۹°۲۷′ شرقی / ۸٫۰۰۰°جنوبی ۳۹٫۴۵۰°شرقی   | اقیانوس هند                           | گذرکردن از جنوب جزیرهٔ Mafia, تانزانیا                                                                                                  |
| ۸°۰′ جنوبی ۳۹°۴۵′ شرقی / ۸٫۰۰۰°جنوبی ۳۹٫۷۵۰°شرقی   | تانزانیا                              | جزیرهٔ Chole |
| ۸°۰′ جنوبی ۳۹°۴۸′ شرقی / ۸٫۰۰۰°جنوبی ۳۹٫۸۰۰°شرقی   | اقیانوس هند                           | |
| ۸°۰′ جنوبی ۱۱۰°۱۵′ شرقی / ۸٫۰۰۰°جنوبی ۱۱۰٫۲۵۰°شرقی | اندونزی                               | جزیرهٔ جاوه |
| ۸°۰′ جنوبی ۱۱۴°۲۵′ شرقی / ۸٫۰۰۰°جنوبی ۱۱۴٫۴۱۷°شرقی | بالی                                  | گذرکردن از شمال جزیرهٔ بالی, اندونزی |
| ۸°۰′ جنوبی ۱۱۷°۹′ شرقی / ۸٫۰۰۰°جنوبی ۱۱۷٫۱۵۰°شرقی  | دریای فلورس                           | گذرکردن از شمال جزیرهٔ سامباوا, اندونزی                                                                                                 |
| ۸°۰′ جنوبی ۱۲۲°۴۷′ شرقی / ۸٫۰۰۰°جنوبی ۱۲۲٫۷۸۳°شرقی | دریای باندا                           | گذرکردن از شمال جزیرهٔ فلورس (جزیره), اندونزی · گذرکردن از شمال جزیرهٔ Alor, اندونزی                                                     |
| ۸°۰′ جنوبی ۱۲۵°۴۳′ شرقی / ۸٫۰۰۰°جنوبی ۱۲۵٫۷۱۷°شرقی | اندونزی                               | جزیرهٔ Liran و Wetar |
| ۸°۰′ جنوبی ۱۲۵°۴۸′ شرقی / ۸٫۰۰۰°جنوبی ۱۲۵٫۸۰۰°شرقی | Wetar Strait                          | گذرکردن از شمال جزیرهٔ Kisar, اندونزی                                                                                                   |
| ۸°۰′ جنوبی ۱۲۹°۳۹′ شرقی / ۸٫۰۰۰°جنوبی ۱۲۹٫۶۵۰°شرقی | اندونزی                               | جزیرهٔ Babar |
| ۸°۰′ جنوبی ۱۲۹°۴۸′ شرقی / ۸٫۰۰۰°جنوبی ۱۲۹٫۸۰۰°شرقی | دریای تیمور                           | |
| ۸°۰′ جنوبی ۱۳۱°۱۲′ شرقی / ۸٫۰۰۰°جنوبی ۱۳۱٫۲۰۰°شرقی | اندونزی                               | جزیرهٔ Yamdena |
| ۸°۰′ جنوبی ۱۳۱°۱۹′ شرقی / ۸٫۰۰۰°جنوبی ۱۳۱٫۳۱۷°شرقی | دریای آرافورا                         | |
| ۸°۰′ جنوبی ۱۳۷°۵۰′ شرقی / ۸٫۰۰۰°جنوبی ۱۳۷٫۸۳۳°شرقی | اندونزی                               | جزیرهٔ Yos Sudarso و گینه نو |
| ۸°۰′ جنوبی ۱۴۱°۱′ شرقی / ۸٫۰۰۰°جنوبی ۱۴۱٫۰۱۷°شرقی  | پاپوآ گینه نو                         | جزیرهٔ گینه نو |
| ۸°۰′ جنوبی ۱۴۳°۵۵′ شرقی / ۸٫۰۰۰°جنوبی ۱۴۳٫۹۱۷°شرقی | Gulf of Papua                         | |
| ۸°۰′ جنوبی ۱۴۵°۴۸′ شرقی / ۸٫۰۰۰°جنوبی ۱۴۵٫۸۰۰°شرقی | پاپوآ گینه نو                         | جزیرهٔ گینه نو |
| ۸°۰′ جنوبی ۱۴۷°۵۷′ شرقی / ۸٫۰۰۰°جنوبی ۱۴۷٫۹۵۰°شرقی | دریای سلیمان                          | |
| ۸°۰′ جنوبی ۱۵۶°۳۱′ شرقی / ۸٫۰۰۰°جنوبی ۱۵۶٫۵۱۷°شرقی | جزایر سلیمان                          | جزیرهٔ Ranongga |
| ۸°۰′ جنوبی ۱۵۶°۳۵′ شرقی / ۸٫۰۰۰°جنوبی ۱۵۶٫۵۸۳°شرقی | دریای سلیمان                          | |
| ۸°۰′ جنوبی ۱۵۶°۵۶′ شرقی / ۸٫۰۰۰°جنوبی ۱۵۶٫۹۳۳°شرقی | جزایر سلیمان                          | جزیرهٔ Kolombangara |
| ۸°۰′ جنوبی ۱۵۷°۱۱′ شرقی / ۸٫۰۰۰°جنوبی ۱۵۷٫۱۸۳°شرقی | Kula Gulf                             | |
| ۸°۰′ جنوبی ۱۵۷°۲۳′ شرقی / ۸٫۰۰۰°جنوبی ۱۵۷٫۳۸۳°شرقی | جزایر سلیمان                          | جزیرهٔ New Georgia |
| ۸°۰′ جنوبی ۱۵۷°۳۳′ شرقی / ۸٫۰۰۰°جنوبی ۱۵۷٫۵۵۰°شرقی | New Georgia Sound                     | |
| ۸°۰′ جنوبی ۱۵۸°۵۳′ شرقی / ۸٫۰۰۰°جنوبی ۱۵۸٫۸۸۳°شرقی | جزایر سلیمان                          | جزیره سانتا ایزابل |
| ۸°۰′ جنوبی ۱۵۹°۲۴′ شرقی / ۸٫۰۰۰°جنوبی ۱۵۹٫۴۰۰°شرقی | اقیانوس آرام                          | گذرکردن از جنوب جزیرهٔ Dai, جزایر سلیمان                                                                                                |
| ۸°۰′ جنوبی ۱۷۸°۲۰′ شرقی / ۸٫۰۰۰°جنوبی ۱۷۸٫۳۳۳°شرقی | تووالو                                | نوکوفتائو atoll |
| ۸°۰′ جنوبی ۱۷۸°۲۴′ شرقی / ۸٫۰۰۰°جنوبی ۱۷۸٫۴۰۰°شرقی | اقیانوس آرام                          | The parallel defines the northern maritime boundary of the جزایر کوک from the نصف‌النهار ۱۶۷ درجه غربی to the نصف‌النهار ۱۵۶ درجه غربی   |
| ۸°۰′ جنوبی ۱۴۰°۴۳′ غربی / ۸٫۰۰۰°جنوبی ۱۴۰٫۷۱۷°غربی | پلی‌نزی فرانسه                         | جزیرهٔ Eiao |
| ۸°۰′ جنوبی ۱۴۰°۴۰′ غربی / ۸٫۰۰۰°جنوبی ۱۴۰٫۶۶۷°غربی | اقیانوس آرام                          | |
| ۸°۰′ جنوبی ۷۹°۱۳′ غربی / ۸٫۰۰۰°جنوبی ۷۹٫۲۱۷°غربی   | پرو                                   | |
| ۸°۰′ جنوبی ۷۳°۴۰′ غربی / ۸٫۰۰۰°جنوبی ۷۳٫۶۶۷°غربی   | برزیل                                 | اکری آمازوناس روندونیا Amazonas ماتو گروسو پارا توکانتینس مارانیائو - حدود 11km Tocantins Maranhão پیاوی پرنامبوکو پارائیبا Pernambuco |
| ۸°۰′ جنوبی ۳۴°۵۰′ غربی / ۸٫۰۰۰°جنوبی ۳۴٫۸۳۳°غربی   | اقیانوس اطلس                          | Passing just to the south of اسنشن, سینت هلینا                                                                                         |